# Erica Alexander
Erica Alexander (ur. 24 czerwca 1990) – amerykańska lekkoatletka specjalizująca się w biegach sprinterskich.
W 2007 na mistrzostwach świata juniorów młodszych dotarła do finału w biegu na 100 metrów (gdzie została zdyskwalifikowana) oraz była w składzie amerykańskiej sztafety szwedzkiej, która sięgnęła po złoty medal. Rok później wraz z koleżankami z reprezentacji zdobyła mistrzostwo świata juniorek w biegu rozstawnym 4 x 400 metrów. 

## Osiągnięcia
| Rok  | Impreza                               | Miejsce   | Konkurencja        | Lokata     | Wynik   |
| ---- | ------------------------------------- | --------- | ------------------ | ---------- | ------- |
| 2007 | Mistrzostwa świata juniorów młodszych | Ostrawa   | sztafeta szwedzka  | 1. miejsce | 2:05,74 |
| 2008 | Mistrzostwa świata juniorów           | Bydgoszcz | sztafeta 4 x 400 m | 1. miejsce | 3:30,19 |

## Rekordy życiowe
- bieg na 100 metrów – 11,46 (13 maja 2006, Austin)
- bieg na 200 metrów – 23,28 (5 maja 2012, Lubbock)
- bieg na 400 metrów – 53,29 (12 maja 2007, Austin)